# Жан-Мари Лен
 Жан-Мари Лен (на френски: Jean-Marie Lehn) е френски учен в областта на химията. Носител на Нобелова награда по химия през 1987 г. съвместно с Доналд Крам и Чарлз Педерсън за разработването и прилагането на молекули със структурно-специфични взаимодействия с висока избирателност (технология „домакин-гост“).

## Биография
Роден е на 30 септември 1939 г. в Росайм, Елзас. Баща му Пиер Лен е пекар, но има интереси в областта на музиката. Майка му Мари е домакиня. Мари и Пиер имат четирима сина. Лен изучава музика няколко години. В колежа изучава латински, гръцки, немски и английски език. Продължава образованието си в Страсбургския университет. Завършва с бакалавърски дипломи по философия и природни науки. Продължава образованието си като докторант в класа на Ги Урисон. Работи върху синтеза на витамин B12 в Харвардския университет. Започва своите експерименти в департамента по химия към Страсбургския университет. От 1980 г. е преподавател в Колеж дьо Франс.
Заедно със Силви Ледерер имат двама сина.
Лен е атеист.
Почетен доктор на Университета на Твенте в Нидерландия (1991) , Университета „Хериът Уот“ в Единбург (2005) и на Оксфордския университет (2014) Командор на Ордена на Почетния легион (1996).